# Kayakadahalli, Harapanahalli
Kayakadahalli là một làng thuộc tehsil Harapanahalli, huyện Davanagere, bang Karnataka, Ấn Độ.